# Lucien Bianchi
Luciano "Lucien" Bianchi, född 10 november 1934 i Milano, Italien, död 30 mars 1969 på Circuit de la Sarthe nära Le Mans, Frankrike, var en belgisk racerförare. Lucien Bianchi var farbror till Jules Bianchi som omkom under Japans Grand Prix 2014.

## Racingkarriär
Lucien Bianchis far, som var mekaniker hos Alfa Romeo i Italien, fick jobb i Belgien att supporta jazzmusikern Johnny Claes, som tävlade i racing på sin fritid. Lucien och hans bror Mauro blev snart fångade av sporten, och Luciens första tävling blev Alpine Rally 1951.
Bianchi var en framstående sportvagnsförare och han vann Tour de France Automobile tillsammans med Olivier Gendebien 1957. Bianchi vann även tävlingen 1958 och 1959. Han vann även Paris 1000 km i Montlhéry två gånger.
Bianchi provade på formel 1 i Monaco 1959 där han deltog med en Cooper T51 för ENB (Ecurie Nationale Belge) men han lyckades inte kvalificera sig till sitt debutlopp. Säsongerna 1960 och 1961 körde han några lopp i Cooper T45, Emeryson och Lotus-Climax för olika stall. 
Efter denna erfarenhet återvände Bianchi att med framgång tävla i standardvagnar, sportvagnar och rally. Han vann Paris 1000 km för tredje gången och dessutom bland annat Nürburgring 500 km och Watkins Glen 6-timmars 1961. Han vann sedan Sebring 12-timmars tillsammans med Joakim Bonnier i en Ferrari TR 1962.  
1962-1965 körde Bianchi ytterligare fyra F1-lopp, varav tre i Belgien, för tre stall i fyra olika bilar. Säsongen 1968 fick han en förarplats i Cooper, vilket blev hans sista formel 1-stall.
Bianchi vann Le Mans 24-timmars tillsammans med Pedro Rodríguez i en Ford GT40 för JW Automotive-Gulf Racingteam 1968. Året efter körde Bianchi för Alfa Romeos sportvagnsstall. Han kraschade under testkörning inför Le Mans 24-timmars 1969. Bianchi råkade ut för ett mekaniskt fel på Mulsannerakan, tappade kontrollen, åkte av banan och kolliderade med en telefonstolpe och dog direkt.

## F1-karriär
| Säsong | Stall/Tillverkare                                  | Poäng | Placering |
| ------ | -------------------------------------------------- | ----- | --------- |
| 1959   | ENB (Cooper-Climax)                                | 0     | –         |
| 1960   | ENB (Cooper-Climax) Fred Tuck Cars (Cooper-Climax) | 1     | 24        |
| 1961   | ENB (Emeryson-Maserati) BRP (Lotus-Climax)         | 0     | –         |
| 1962   | ENB (Lotus-Climax) ENB (ENB-Maserati)              | 0     | –         |
| 1963   | Reg Parnell (Lola-Climax)                          | 0     | –         |
| 1965   | Scuderia Centro Sud (BRM)                          | 0     | –         |
| 1968   | Cooper-BRM                                         | 5     | 17        |